# Ilke Wyludda
Ilke Wyludda, nemška atletinja, * 28. marec 1969, Leipzig, Vzhodna Nemčija.
Nastopila je na poletnih olimpijskih igrah v letih 1992, 1996 in 2000, leta 1996 je osvojila naslov olimpijske prvakinje v metu diska. Na svetovnih prvenstvih je osvojila srebrni medalji v letih 1991 in 1995, na evropskih prvenstvih pa dva zaporedna naslova prvakinje v letih 1990 in 1994.